# Comuna Ișalnița, Dolj
Ișalnița este o comună în județul Dolj, Oltenia, România, formată numai din satul de reședință cu același nume.

## Demografie
Componența etnică a comunei Ișalnița
     Români (93,44%)
     Romi (1,83%)
     Alte etnii (0,12%)
     Necunoscută (4,6%)
Componența confesională a comunei Ișalnița
     Ortodocși (93,94%)
     Alte religii (1,04%)
     Necunoscută (5,02%)
Conform recensământului efectuat în 2021, populația comunei Ișalnița se ridică la 4.042 de locuitori, în creștere față de recensământul anterior din 2011, când fuseseră înregistrați 3.770 de locuitori. Majoritatea locuitorilor sunt români (93,44%), cu o minoritate de romi (1,83%), iar pentru 4,6% nu se cunoaște apartenența etnică. Din punct de vedere confesional, majoritatea locuitorilor sunt ortodocși (93,94%), iar pentru 5,02% nu se cunoaște apartenența confesională.

## Politică și administrație
Comuna Ișalnița este administrată de un primar și un consiliu local compus din 13 consilieri. Primarul, Ovidiu-Aurelian Flori[*], de la Partidul Social Democrat, este în funcție din 1 noiembrie 2024. Începând cu alegerile locale din 2024, consiliul local are următoarea componență pe partide politice:
|  | Partid                          | Consilieri | Componența Consiliului | Componența Consiliului | Componența Consiliului | Componența Consiliului | Componența Consiliului | Componența Consiliului | Componența Consiliului | Componența Consiliului | Componența Consiliului | Componența Consiliului |
|  | ------------------------------- | ---------- | ---------------------- | ---------------------- | ---------------------- | ---------------------- | ---------------------- | ---------------------- | ---------------------- | ---------------------- | ---------------------- | ---------------------- |
|  | Partidul Social Democrat        | 10         |                        |                        |                        |                        |                        |                        |                        |                        |                        |                        |
|  | Alianța pentru Unirea Românilor | 1          |                        |                        |                        |                        |                        |                        |                        |                        |                        |                        |
|  | Partidul Național Liberal       | 1          |                        |                        |                        |                        |                        |                        |                        |                        |                        |                        |
|  | Partidul Mișcarea Populară      | 1          |                        |                        |                        |                        |                        |                        |                        |                        |                        |                        |

## Personalități născute aici
- Ionuț Iancu (n. 1998), kickboxer.